# یابوونگ-دانبرووا
یابوونگ-دانبرووا (به لاتین: Jabłoń-Dąbrowa) یک روستا در لهستان است که در گمینا نووه پیکوته واقع شده‌است. یابوونگ-دانبرووا ۴٬۷۳۶ نفر جمعیت دارد و ۱۶۴٫۹ متر بالاتر از سطح دریا واقع شده‌است.